# Faculté des sciences d'Aix-Marseille
La Faculté des sciences est une unité de formation et de recherche (UFR) de l'Université d'Aix-Marseille. Elle a été créée en 2012 par la fusion des différentes UFR scientifiques des universités Aix-Marseille I, II et III.